# گنجان
گنجان روستایی در ]] بخش  مرکزی شهرستان بخش مرکزی شهرستان رابر استان کرمان ایران است.

## جمعیت
بر پایه سرشماری عمومی نفوس و مسکن در سال ۱۳۹۵ جمعیت این مکان ۱٬۲۶۲ نفر (۴۴۸خانوار) بوده‌است.